# Predor Šentvid
Predor Šentvid je dvocevni, delno tripasovni cestni predor, ki predstavlja del avtocestnega odseka Ljubljana (Šentvid-Koseze).

## Načrtovanje
Ideja o predoru pod Šentviškim hribom je postala aktualna v trenutku, ko je bila sprejeta odločitev, da se avtocestni odsek Kranj – Ljubljana priključi na zahodno obvoznico Ljubljane in ne na severno preko Kleč. Že leta 1985 odprt odsek avtoceste Kranj-vzhod-Ljubljana (Šentvid) je na koncu odseka obsegal 266,6 m dolgo galerijo pod železniškimi tiri v trasi bodočega odseka avtoceste proti Kosezam in izstopni in vstopni krak priključka na Celovško cesto tudi delno v galeriji.
S projektiranjem se je pričelo leta 2003. Prva projektna rešitev je predvidevala dvocevni dvopasovni predor brez priključevanja na Celovško cesto v predoru. S tako rešitvijo je bil sprejet tudi državni lokacijski načrt. Zaradi prometno ugodnejšega priključevanja vozil s Celovške ceste na avtocestni odsek Šentvid - Koseze in obratno, predvsem pa podatkov o predvidenih novih soseskah (Stanežiče ca. 9.000 prebivalcev in Škofovi zavodi ca. 5.000 prebivalcev) in planiranemu povečanju prometa do leta 2027 za okoli 23.000 voženj dnevno, se je začelo razmišljati o polnem priključku v predoru. Rešitev s polnim priključkom je bila zelo pozitivno ocenjena. Prednost take rešitve je razbremenitev Celovške ceste in s tem manjše emisije zaradi prometa. Tudi geološke raziskave in napredna tehnika gradnje predorov je pripomogla k odločitvi o spremembi projekta. Podana je bila vloga za spremembo državnega lokacijskega načrta in dopolnjen projekt za izvedbo.

## Tehnični podatki
Izkopna dolžina leve predorske cevi je 1047 metrov in desne 1072 metrov. Sama gradnja predora od galerije dalje, se je pričela decembra 2005 na severnemu portalu, junija 2005 pa na južnem portalu. Gradnja predora naj bi bila po pogodbi z izvajalcem SCT končana maja 2007, predaja prometu pa je bila izvršena skupaj s cestnim odsekom Šentvid - Koseze 30. junija 2008.
Predor sestavljata dve dvopasovni cevi (desna dolžine 464 m, leva 269 m), dve kaverni dolžine 56 m oziroma 68 m, dve tripasovne cevi (desna dolžine 608, leva 778 m) in dve priključni cevi iz Celovške ceste na glavno predorsko cev (krak uvoz iz Celovške dolžine 291 m, krak izvoz na Celovško pa 402 m). Širina dvopasovnega predora je 9,2 m, tripasovnega 12,7 m, priključne cevi pa 7,2 m. Vzdolžni nagib obeh cevi je 2,2%. V predoru je tudi 5 prečnih prehodov (na vsakih 250 m) v skupni dolžini 227 m. Predor je skupaj z galerijo dolg 1486 (desni) oziroma 1461 m (levi).
Poskrbljeno je tudi za prometno varnost. V desni predorski cevi je zgrajene 8, v levi cevi pa 9 niš za klic v sili, v katerih se nahajata po dva gasilna aparata na prah in telefon za klic v sili. Za potrebe gašenja požara skrbi hidrantna mreža, ki se napaja iz višinskega vodohrana kapacitete 150 m³. Prav tako so zgrajene protipožarne niše s hidranti. Vgrajena je tudi druga elektro-strojna oprema: razsvetljava, smerniki, rezervni agregati za električno napajanje, UPS, prednapetostna zaščita. Oprema za nadzor in vodenje prometa zajema: standardne, osvetljene in spremenljive prometne znake, prometne semaforje (eno in tribarvne), števce prometa, zaporne sisteme ter postajo za nadzor in vodenje prometa s programiranimi logičnimi krmilniki. Vgrajen je video nadzor, sistem za detekcijo nevarnega tovora, inteligentni video krmilni sistem za vrednotenje prometa (ločeno za osebna in tovorna vozila), zagotovljen je radijski signal in obveščanje udeležencev v prometu.
Nadzorni center se nahaja v avtocestni bazi Ljubljana.

## Gradnja
Leta 2004 je bila galerija Šentvid podaljšana s pokritim vkopom še pod Celovško cesto do bodočega portala predora Šentvid. Skupna dolžina je tako znašala 414 m. Istočasno je bil zgrajen tudi nov nadvoz za Tacensko cesto, ki služi pešcem in kolesarjem.
Za določitev najprimernejše lokacije kavern je bil, leto pred pričetkom gradnje glavnega predora, zgrajen raziskovalni rov s prečnikom 13 m². V njem se je vršila geološko – geotehnična spremljava pogojev in raziskave. Pred izkopnim delom kalote so bile vzpostavljene geodetske meritve premikov podgradnje raziskovalnega rova.
Dela na izgradnji predora so se pričela 13. junija 2005. Desna cev je bila prebita 21. decembra 2006, leva cev pa 24. maja 2007. Izkop in primarna podgradnja glavnih predorskih cevi skupaj s talnim obokom je bila končana 7. junija 2007. 26. novembra 2007 so se začela dela na levi in desni priključni cevi iz kavern in bila končana v začetku 2008. Predor je bil grajen v skladu z novo avstrijsko metodo, po kateri se s kontinuirnim opazovanjem deformacij hribinske mase v okolici predora in premikov primarne predorske obloge preverja stabilnost predora. Predor so izkopavali z izkopnimi bagri, saj je milo miniranje, razen na nekaj kratkih odsekih, nemogoče. Kljub sistematičnemu sidranju čela, ojačevanju stropa in bokov predora, so se pojavljali zruški.
Konec maja 2006 so morali začasno prekiniti dela, ker je v eno cev vdrla voda in se je v predor zrušilo okoli 30 m³ materiala.
Po izvedbi obojestranskih temeljev, se je s sestavljenimi kovinskimi opaži dolžine 3 m, v 12 m dolgih odsekih vgrajeval talni obok iz litega betona. Armiranobetonska notranja obloga je bila betonirana v 12 m odsekih. Debeline obloge so: 25 cm v prečnikih, 30 cm v eno in dvopasovnih ceveh, 40 cm v tripasovnih ceveh in odstavnih nišah ter 65 cm v kavernah. Voziščna konstrukcija je asfaltna.
Vrednost del po osnovni različici je bila predvidena 11,5 milijarde SIT (okoli 48 milijonov evrov). Končna cena spremenjenega predora s polnim priključkom na Celovško cesto pa je znašala 136 milijonov evrov.

## Geološki pogoji
Predor Šentvid je del Polhograjskega hribovja in se nahaja v drobno skrilavih klastičnih sedimentnih kamninah iz obdobja spodnjega paleozoika (v permo-karbonskih sedimentih), sestavljenih iz peščenjakov, meljevca in glin, ki so zaradi sinklinalnega narivanja razpokani, pretrti, tektonizirani ali kako drugače poškodovani. Hribina je nagubana in pregnetena z več metrov debelimi tektonskimi conami, ki so zapolnjene z glino. Na trasi predora sta dve litološki enoti hribinske podlage iz permo-karbonskih sedimentov: meljevec in glinasti skrilavec z več metrov debelimi plastmi peščenjaka, ter menjavanje glinastega skrilavca in skrilavega meljevca s sivim peščenjakom. Poleg teh pa še zaglinjenen pobočni grušč iz kvartarnih sedimentov in tektonska breča v subvertikalnih tektonskih conah.
Geološko – geotehnični pogoji gradnje so bili ocenjeni kot srednje dobri do zelo slabi.

## Težave
Zaradi odpadanja zaščitnega ometa na skoraj 30 let stari galeriji so ga morali kmalu po odprtju začasno zapreti.
V začetku avgusta 2008 je na skozi začetni del predora (stara galerija zgrajena leta 1985) vozeče vozilo padlo 2 kvadratna metra novega ometa, zato je bil predor znova zaprt. Po tem dogodku je minister Radovan Žerjav zahteval odgovore in krivdo pripisal izvajalcu SCTju, ki naj bi tudi kril stroške sanacije. 27.8.2008, tri tedne po zaprtju predora je minister Žerjav na osnovi varnostne dokumentacije podpisal dokumente o ponovnem odprtju predora. Hitrost v predoru je bila znižana na 80 km/h, varnostna razdalja za tovornjake povečana na 100m, vzpostavili pa so tudi sistem obveščanja in alarmiranja na prometnicah.